# Blatnička
Blatnička település Csehországban, Hodoníni járásban. Blatnička Boršice u Blatnice, Hluk, Louka, Blatnice pod Svatým Antonínkem és Velká nad Veličkou településekkel határos. Lakosainak száma 429 fő (2024. január 1.).

## Népesség
A település lakosságának változását az alábbi diagram mutatja:
| Lakosok száma | 386  | 435  | 492  | 494  | 542  | 449  | 424  | 427  | 411  | 429  |
|               | 1869 | 1890 | 1921 | 1950 | 1980 | 2001 | 2017 | 2019 | 2022 | 2024 |